# (506479) 2003 HB57
(506479) 2003 HB57 est un objet transneptunien du disque des objets épars, considéré comme Objet transneptunien extrême.

## Caractéristiques
(506479) 2003 HB57 a un diamètre estimé entre 120 et 200 km.